# Resolució 2420 del Consell de Seguretat de les Nacions Unides
La Resolució 2420 del Consell de Seguretat de les Nacions Unides fou adoptada per unanimitat l'11 de juny de 2018. Recordant les resolucions 2292 (2016) i 2357 (2017) sobre la situació a Líbia, el Consell ha acordat ampliar les mesures d'aplicació de l'embargament d'armes a Líbia durant un any més, i autoritzar als estats membres a inspeccionar en alta mar als vaixells sospitosos de violar l'embargament.